# Trichodemodes nigrosparsa
Trichodemodes nigrosparsa là một loài bọ cánh cứng trong họ Cerambycidae.